# Monghidoro
Monghidoro é uma comuna italiana da região da Emília-Romanha, província de Bolonha, com cerca de 3.613 habitantes. Estende-se por uma área de 48 km², tendo uma densidade populacional de 75 hab/km². Faz fronteira com comunilimitrofi = Firenzuola, Loiano, Monterenzio, Monzuno, San Benedetto Val di Sambro.

## Demografia
| Variação demográfica do município entre 1861 e 2011                               |
|                                                                                   |
| Fonte: Istituto Nazionale di Statistica (ISTAT) - Elaboração gráfica da Wikipedia |